# Krieken met Adje
Krieken met Adje was een Nederlands radioprogramma van de TROS dat van 6 april 1980 tot 11 september 1988 op maandagochtend, wanneer de TROS haar vaste nachtuitzendingen had, van 4:00 tot 7:00 uur op Hilversum 1 en vanaf 1 december 1985 op Radio 2 werd uitgezonden. Het programma werd gepresenteerd door Ad Roland. 
Omdat er destijds nog geen commerciële radiostations waren, begonnen de andere Hilversumse radiozenders pas om 7:00 uur met uitzenden, zodat dit het enige radioprogramma was op dat tijdstip in de ether was. Vergeleken met nu had het dus hoge luistercijfers, aangezien er geen concurrentie van andere Nederlandse zenders was.
Markant in de uitzending aanwezig waren altijd de vrachtwagenchauffeurs die met hun 27 MCbakkie regelmatig in de uitzending te horen waren.
Ad Roland nam om even voor 7:00 uur altijd afscheid van zijn luisteraars met de woorden Bye bye zwaai zwaai. Na zijn vertrek bij de TROS eind september 1988, stopte ook het programma.  